# Kyrgyzstan Airlines
Kyrgyzstan Airlines es la línea aérea nacional de Kirguistán, situada en Biskek. Funciona servicios internacionales y domésticos programados, así como vuelos de chárter. Su base principal es el aeropuerto internacional de Manas, Biskek, con bases en el aeropuerto de Karakol y el aeropuerto de Osh. Es una de las aerolíneas tachadas como "negras" por la UE en 2004, con 2 accidentes recientes (1998 y 2001). Opera algún vuelo de la aerolínea polaca LOT, concretamente los vuelos entre la capital, Varsovia, y Breslavia (4.ª ciudad de Polonia).

## Destinos
- China
  - Ürümqi

- La India
  - Delhi

- Kirguistán
  - Biskek hub
  - Osh hub
  - Karavan
  - Kerben

- Pakistán
  - Karachi
- Polonia
  - Varsovia
  - Wroclaw
- Tayikistán
  - Dusambé (Aeropuerto de Dusambé)

- Corea del Sur
  - Incheon

## Flota
- 1 Antonov An-26
- 5 Antonov An-28
- 1 Ilyushin Il-76 TD
- 3 Tupolev Tu-134 A
- 3 Tupolev Tu-154 B
- 4 Tupolev Tu-154B-2
- 2 Tupolev Tu-154M
- 2 Yakovlev Yak-40

- Datos: Q2454982
- Multimedia: Kyrgyzstan Airlines / Q2454982